# Shalita Grant
Shalita Grant, est une actrice américaine née le 28 août 1988 à Petersburg en Virginie.

## Filmographie

### Films
- 2010 : Empire Corner de J.P. Chan : Jade
- 2010 : Invisible de Kirk Revil : Nancy

### Séries
- 2011 : The Good Wife : Sergent Nora Swan
- 2014-2015 : Bones : Andie Roberts
- 2015 : Melissa and Joey : Evita Freeman
- 2015 : Battle Creek : Olivia
- 2015-2018 : NCIS : Nouvelle-Orléans : Sonja Percy
- 2016 : NCIS : Enquêtes spéciales : Sonja Percy
- 2016 : Mercy Street : Aurelia Johnson
- 2019 : Santa Clarita Diet : Tess Rogers
- 2020  : Search Party (TV series) (en) : Cassidy Diamond
- 2021 : You : Sherry Conrad